# Anthopotamus neglectus
Anthopotamus neglectus is een haft uit de familie van de Potamanthidae. De wetenschappelijke naam van de soort is voor het eerst geldig gepubliceerd in 1935 door Jay Traver.
De soort komt voor in het Nearctisch gebied.